# زواج المثليين في غوام
بدأت غوام، وهي إقليم غير مدمج للولايات المتحدة الترخيص والاعتراف بزواج المثليين في 9 يونيو/حزيران 2015، بعد صدور حكم من محكمة مقاطعة غوام في 5 يونيو 2015، والذي حكم بأن حظر حظر زواج المثليين في الإقليم غير دستوري.
كانت غوام أول إقليم خارجي في الولايات المتحدة يعترف بزواج المثليين. وفي 27 آب/أغسطس 2015، دخل «قانون غوام للمساواة في الزواج 2015» الذي أقره المجلس التشريعي في غوام حيز التنفيذ، ما قنن رسميا حكم محكمة المقاطعة في القانون التشريعي.

## قوانين الزواج
إن «قانون غوام العضوي 1950»، وهو قانون صادر عن كونغرس الولايات المتحدة، لا يعالج مسألة الزواج. منذ أغسطس 2015، أقر قانون الزواج في غوام بزواج الأزواج المثليين. وفي السابق، كان قانون عام 1994 الذي يحدد مسؤوليات إدارة الصحة العامة في غوام يعرف الزواج بأنه اتحاد رجل وامرأة.
وهذا القانون، الذي يتضمن حظراً على الزواج «بين الأعمام والبنات أو العمات وأبناء الأخ»، يُظهر أن غوام لم تتوقع سوى الاعتراف بزواج المغايرين فقط. وينص القانون على أنه «يجب على الأطراف أن تعلن في حضور الشخص الزواج الرسمي بأنهما يأخذان بعضهما البعض كزوج وزوجة». فيما يتعلق بالزواج من ولايات قضائية أخرى، ذكرت القوانين:
شمل قانون عام 1994، الذي وضع معايير وإجراءات لإدارة الصحة العامة في غوام، هذا التعريف:
تخضع المحاكم الاتحادية في غوام تخضع لسوابق في عام 2014 من قبل قرارات محكمة الدائرة التاسعة للاستئناف في قضية لاتا ضد أوتر وقضية سيفسك ضد ساندوفال، والتي وجدت إنكار أيداهو ونيفادا لحقوق الزواج للأزواج المثليين غير دستوريا. وأحاطت محكمة مقاطعة غوام بهذه السابقة في قرارها الصادر في حزيران/ يونيو 2015، الذي يفرض على موظفي غوام بشكل دائم أن لايطبقوا قانون عام 1994 «أو أي قوانين أو لوائح أخرى إلى الحد الذي يحظر فيه على الزوجين المثليين المؤهلين الزواج من غوام».

### تشريع المساواة في الزواج 2015
في أعقاب الحكم الصادر في يونيو/حزيران 2015 في محكمة مقاطعة غوام، الذي منع على موظفي غوام بشكل دائم تطبيق قانون عام 1994 الذي يحظر زواج المثليين وقرار المحكمة العليا في قضية أوبيرغفيل ضد هودجز، أقر المشرعون في غوام في 12 أغسطس 2015 «قانون غوام للمساواة في الزواج 2015»، مما خلق المساواة القانونية في الزواج المدني. مر مشروع القانون في تصويت 13 صوتا لصالح مقابل صوتين فقط ضد (13-2) في الهيئة التشريعية في غوام. دخل القانون حيز التنفيذ في 27 أغسطس 2015.
عدل القانون تعريف الزواج بموجب قانون غوام بما يلي:

## التشريع المقترح
بعد أن أصدرت فيرمونت تشريعا لزواج المثليين، قدم مؤتمر شباب غوام السابع والعشرين، وهو هيئة استشارية تقدم تشريعات إلى لجان الهيئة التشريعية في غوام، مشروع قانون لتشريع الاتحادات المدنية إلى الهيئة التشريعية، بدعم من رئيس البرلمان ديريك بازا هيلز.
وفشل إجراء مماثل في مؤتمر شباب غوام الخامس والعشرين بتصويت واحد فقط. واستنادا إلى الأحكام الأخيرة في المحاكم مثل القرار الإجماعي بإلغاء الحظر المفروض على زواج المثليين في أيوا، علق هيلز في وقت لاحق بأن المحاكم ستكون ضرورية للتأكد من أننا «نسمح بالحقوق المتساوية»، كما ذكر في مؤتمر صحفي أنه في حين أنه لم يُنظر في زواج المثليين بعد في غوام، فقد حرص هيلز على الإشارة إلى أنه «لدينا محامون في الهيئة التشريعية [الذين يدعمون الاتحادات المدنية المثلية] ... أشعر وأعرف أن هناك أعضاء مجلس الشيوخ مرتاحون لدعم هذا التشريع». ودعا هيلز الهيئة التشريعية في غوام إلى سن تشريعات لإنشاء هذه الاتحادات رغم أن نطاق الحقوق الذي ستمنحه كان غير معروف.
في 3 يونيو 2009، قدم نائب رئيس بي جاي كروز «مشروع القانون رقم 138»، والتي كان من شأنها إنشاء الاتحادات المدنية المثلية (باللغة التشاموروية: sibit unikon]]) تحتوي على جميع حقوق ومزايا الزواج المدني في غوام. أدانت الكنيسة الكاثوليكية مشروع القانون بشدة. لم يحصل مشروع القانون على أصوات كافية لجعله يصل إلى الجلسة العامة للتصويت عليه.
بسبب معارضة مشروع القانون داخل المجتمع الديني، تم تقديم «مشروع القانون 185» و«مشروع القانون 212» من قبل مؤيدي زواج المثليين في حال فشل قانون الاتحاد المدني. يعكس «مشروع القانون 212» مشروع القانون الذي تم تمريره في هاواي والذي قدم حقوقًا محدودة للغاية. كان مشروع القانون يعرف باسم «اتفاقية المستفيد المعينة»، وعلى عكس قانون الاتحاد المدني، كان سيكون متاحا للشركاء المثليين والشركاء المغايرين. فشل كلا المشروعين أيضًا في المرور.

## تراخيص زواج المثليين
في 8 أبريل 2015، تم رفض تزويج زوجتين مثليتين من الإناث في وزارة الصحة العامة والخدمات الاجتماعية. وفي اليوم التالي، أيدت هيئة تحرير جريدة غوام باسيفيك ديلي نيوز تشريع زواج المثليين في غوام. أيدت المدعية العامة إليزابيث باريت أندرسون رفض الإدارة، ولكن عندما سئلت فيما بعد عما إذا كان قانون غوام انتهك التعديل الرابع عشر قالت: «سؤال جيد. لا يمكنني التعليق». قدمت الزوجتان دعوى قضائية تطعن في رفض الإقليم منحهما حق الزواج، قضية «أغويرو ضد كالفو»، في محكمة مقاطعة غوام في 13 أبريل.
في 15 أبريل 2015، أمرت المدعية العامة إليزابيث باريت أندرسون المسئولين في غوام بالبدء في تراخيص زواج المثليين، الأمر الذي جعل غوام أول إقليم أمريكي يشرّع زواج المثليين. أصدرت باريت-أندرسون توجيهًا إلى إدارة الصحة العامة والخدمات الاجتماعية لمعالجة الطلبات المقدمة من الأزواج المثليين على الفور للحصول على تراخيص الزواج، مُطالبة بمعالجة المتقدمين المثليين «بكرامة ومساواة في ظل الدستور». واستشهدت بقرار محكمة الدائرة التاسعة لاستئناف في قضية لاتا ضد أوتير التي تعتبر سابقة قضائية لمحكمة غوام. ومع ذلك، أجاب حاكم غوام إيدي كالفو في اليوم التالي من خلال التشكيك في الأساس القانوني لحكم باريت-أندرسون. واقترح الانتظار لمنح تراخيص زواج المثليين حتى تحكم المحكمة العليا الأمريكية في قضية زواج المثليين المعروضة عليها. قال الحاكم كالفو إن مسألة الزواج ينبغي أن تتناولها الهيئة التشريعية أو الناخبون في غوام، وذكر رئيس إدارة الصحة العامة والخدمات الاجتماعية بالنيابة في غوام ذكر أن مكتبه لن يقبل طلبات تراخيص الزواج من الأزواج المثليين الذين يسعون إلى الزواج في الوقت الحاضر.
وفي 8 مايو/أيار، نفت القاضي فرانسيس تويدنغكو-غايتوود، رئيسة قضاة محكمة غوام المحلية، طلب المدعى عليهم بتأجيل الإجراءات ريثما تتخذ المحكمة العليا الأمريكية إجراءات في قضايا ذات صلة. ملاحظة أنها ممثلة بمحامٍ مساعد خاص تم تعيينه في الأول من مايو، وقد وضعت جدولًا زمنيًا للإحاطة وجدولت جلسة استماع في 5 يونيو.
في 5 يونيو، أصدرت القاضية تويدنغكو-غايتوود قرارًا يقضي بإسقاط حظر غوام القانوني على زواج المثليين. صدر الحكم مباشرة بعد جلسات استماع المحكمة ودخل حيز التنفيذ يوم الثلاثاء 9 يونيو. أصبح زواج المثليين قابلا للعقد ومعترف به في الإقليم التابع الولايات المتحدة من ذلك التاريخ. وقال محامون يمثلون حكومة غوام في إحدى المحاكم في 18 مايو/أيار: «إذا قامت إحدى المحاكم بإسقاط قانون غوام الحالي، فإنهم سيحترمون هذا القرار ويتبعونه».
في 9 يونيو 2015، أصبحت لوريتا م. بانغيلينان، 28 عاما، وكاثلين م. أغويرو، 29 عاما، أول زوجتين مثليتين من عدة أزواج مثليين يحصلون على رخصة زواج في عاصمة الإقليم، هاغوتا. أصبحت ديسا جونسون من تكساس ونيكي ديسموك من لويزيانا أول زوجتين مثليتين تتزوجان من بعضهما البعض في حفل قصير في مكتب مدير الصحة العامة جيمس غيلان في صباح يوم 9 يونيو 2015، في اليوم الذي أصبحت أراضي الجزيرة أول إقليم خارجي في الولايات المتحدة يعترف بزواج المثليين.

## إحصاءات الزواج
تزوج 139 زوجا مثليا على الجزيرة من يونيو 2015 إلى أكتوبر 2016. كان 67 زوجا من سكان غوام، وكان 12 من هؤلاء الأزواج من الفلبين، و 9 من تايوان، و 6 من ولاية كاليفورنيا، و 5 من كل من هونغ كونغ وجزر ماريانا الشمالية. وكان هناك أيضا أزواج من الهندوراس، إيطاليا، ماليزيا، روسيا، كوريا الجنوبية وهولندا.
وفي تشرين الأول/أكتوبر 2016، بدأ مكتب زوار غوام في تسويق غوام كوجهة لزواج المثليين على أمل اجتذاب الأزواج المثليين الذين يسعون إلى الزواج في الجزيرة.
وبعد سنتين من تشريع زواج المثليين في غوام، تزوج ما يقرب من 200 من الأزواج المثليين في الجزيرة.

## الرأي العام
في استطلاع عام 2009 أجراه موقع باسفيك دايلي نيوز، أيد 26% من الغواميين زواج المثليين، وأيد 27% الشراكات المحلية المثلية أو الاتحادات المدنية، وقال 29% من المستجيبين أنه لا ينبغي أن يكون هناك اعتراف قانوني بالعلاقات المثلية في غوام.
أظهر استطلاع للرأي أجراه طلاب من جامعة غوام في أبريل 2015 أن 55% يؤيدون زواج المثليين، بينما عارضه 29% منهم ولم يكن لدة 16% رأي حول هذه المسألة.